# Roos van Eijk
Roos van Eijk (Bergen, 15 oktober 2005) is een voetbalspeelster uit Nederland. Ze speelt als doelverdediger voor Feyenoord in de Vrouwen Eredivisie.

## Clubcarrière
Roos van Eijk begon met voetballen bij VV Berdos in haar geboorteplaats Bergen. Vervolgens speelde ze een korte periode bij FC Castricum alvorens ze in de jeugdopleiding van VV Alkmaar terechtkwam. Bij de Alkmaarders werd Van Eijk al snel overgeheveld naar het eerste elftal. In het seizoen 2021/23 maakte ze negen keer deel uit van de selectie van de Alkmaarders. Op 15 april 2022 verlengde Van Eijk haar verbintenis bij VV Alkmaar. Zonder minuten te hebben gemaakt voor de Alkmaarders, besloot het Italiaanse AC Milan Van Eijk over te nemen van VV Alkmaar. De Italiaanse club maakte hiervoor een transfersom over naar de Alkmaarders. In Milaan speelde Van Eijk vooral in het hoogste jeugdelftal en bleef een debuut in het eerste elftal uit.
Op 4 juli 2024 werd bekend dat Van Eijk terugkeerde naar Nederland door een contract te tekenen bij Feyenoord.

## Statistieken
| Seizoen | Club       | Competitie         | Competitie | Competitie | Beker | Beker | Overig | Overig | Totaal | Totaal |
| Seizoen | Club       | Competitie         | Wed.       | Dlp.       | Wed.  | Dlp.  | Wed.   | Dlp.   | Wed.   | Dlp.   |
| ------- | ---------- | ------------------ | ---------- | ---------- | ----- | ----- | ------ | ------ | ------ | ------ |
| 2021/22 | VV Alkmaar | Vrouwen Eredivisie | 0          | 0          | 0     | 0     | 0      | 0      | 0      | 0      |
| 2022/23 | AC Milan   | Serie A            | 0          | 0          | 0     | 0     | 0      | 0      | 0      | 0      |
| 2023/24 | AC Milan   | Serie A            | 0          | 0          | 0     | 0     | 0      | 0      | 0      | 0      |
| 2024/25 | Feyenoord  | Vrouwen Eredivisie | 0          | 0          | 0     | 0     | 0      | 0      | 0      | 0      |
| Totaal  | Totaal     | Totaal             | 0          | 0          | 0     | 0     | 0      | 0      | 0      | 0      |

Bijgewerkt t/m 4 juli 2024.

## Interlandcarrière
Roos van Eijk kwam als jeugdinternational uit voor Nederland onder 15, Nederland onder 16, Nederland onder 17, Nederland onder 19. Van Eijk werd voor het onder 17 team geselecteerd voor het EK 2022 in Bosnië en Herzegovina. Later dat jaar werd Van Eijk ook geselecteerd door bondscoach Roos Kwakkenbos van Oranje onder 19 voor wedstrijden in de kwalificatiereeks voor het EK 2023.